# Ми-28
Мил Ми-28 е руски хеликоптер, предназначен за борба с бронетанковата техника на противника. Освен това хеликоптерът може да се използва за огнева поддръжка на Сухопътните войски, съпровождане на десантно-транспортни хеликоптери, унищожаване на въздушни цели и редица други второстепенни задачи. Съгласно класификацията на НАТО машината получава обозначение Havoc.

## История
След създаването на американските бойни хеликоптери AH-64 Apache през 1975 г. руското ръководство взема решение да разработи аналогичен модел, който да не отстъпва по бойни възможности на американската машина. На конструкторското бюро „Мил“ е поръчана аналогичен хеликоптер от ново поколение, който да е въоръжен с високоточно бойно въоръжение с голям боен радиус и обзорна прицелна система с висока разрешаваща способност и мобилност.
Пълномащабната разработка на новия модел започва в началото на 1980 г. в Московския хеликоптерен завод, в условията на жестока конкуренция с ОКБ „Камов“, работещо по създаването на алтернативен боен вертолет Ка-50. Първият успешен полет е извършен на 10 ноември 1982 г. През декември същата година е извършен и полет при затворен режим. Първият прототип е използван най-вече за изпробване на летателните характеристики и параметрите на машината като цяло и не е въоръжен. Вторият прототип е произведен през септември 1983 г. и на него основно са проведени изпитанията за проверка на въоръжението.
Новият хеликоптер получава индекса Ми-28А. Като цяло габаритите му са по-малки от тези на Ми-24, но е по-голям от американския си аналог. Екипажът се състои от двама души – пилот разположен в задната кабина и щурман разположен в предната. За разлика от западните модели Ми-28 има допълнителен отсек с вместимост двама души. Отсекът се използва при евакуацията на екипажи на аварирал самолет или хеликоптер.
Кабината на екипажа и всички по-важни двигателни агрегати са бронирани. Предвидена е възможност за транспортиране и пребазиране на хеликоптера с транспортни десантни самолети от типа Ил-76. За целта витлата на носещия и рулевия винт могат да се разглобяват бързо. Разработката на Ми-28 се забавя поради недостатъчното финансиране на проекта, поради икономическата криза в Русия. Поради тази причина полетните изпитания на четвъртия прототип, въоръжен напълно, започват едва през 1988 г. Хеликоптерът е демонстриран през март 1989 г. на авиационното изложение в Париж.
Благодарение на мощното си въоръжение Ми-28 може да се използва успешно за борба срещу терористи и за преодоляване и унищожаване на дълговременни отбранителни съоръжения.
През 1995 г. е разработен специален вариант на машината получил индекса Ми-28Н, предназначен за нощни операции. Машината е снабдена с РЛС от милиметровия диапазон, монтирана на главата на носещия винт, както и с ИЧ обзорна система FLIR, разположена в носа на фюзелажа. Последната е инсталирана през 1995 г. По своите ТТД Ми-28Н може да се приеме като еквивалент на американския хеликоптер AH-64D, въоръжен с РЛС за кръгов обзор Longbow.
В средата на ноември 1996 г. Ми-28Н извършва първият си полет. Полетните изпитания започват през април 1997 г. Бойната експлоатация започва през 2000 г. По същото време започва и разработката на модел с палубно базиране за огнева поддръжка на десантните операции. Машината е въоръжена с ракети „въздух-въздух“ „Игла“ с топлинно самонасочване.

## Тактико-технически характеристики
Ми-28 е изпълнен по едновинтова носеща схема с петвитлов носещ винт и Х-образен рулеви винт, право крило с малък размах, триопорно шаси и два газотурбинни двигателя. При създаването на конструкцията на хеликоптера е използван принципа на взаимното екраниране на агрегатите и защита на най-важните възли.
Фюзелажът представлява полумонококова конструкция, изградена от алуминиево-литиеви сплави и има размери: дължина 8,71 м, ширина 1,42 м и височина до главата на носещия винт 3,82 м. Кабина на екипажа е разположена в носовата част на машината, а екипажът е разместен по тандемна схема – в отделни камери с бронирана преграда между тях. Бронята ѝ издържа на пряко попадение от 23 мм снаряд. Мястото на пилота се намира по-високо от това на щурмана с цел по-добър кръгов обзор. Креслата са екипирани със система за автоматично притягане на седящия, при възникване на аварийна ситуация. Заедно със системата за убиване на енергията при извънредно кацане на шасито, тя позвоялва значително намаляване на натоварването върху екипажа при аварийно кацане. Стъклата и на двете кабини са снабдени с бронирани стъкла, които са в състояние да издържат попадение на куршум с калибър 12,7 мм и осколки с калибър до 23 мм. Зад кабината на екипажа се намира техническият отсек. Достъпът до него става през голям люк. При необходимост в техническия отсек могат да се съберат до двама души.
На вертолета Ми-28 не е монтирана система за катапултиране, но е предвидена система за откъсване на витлата, система за аварийно изхвърляне на вратите. На голяма височина екипажът може да напусне машината при авария през страничините врати на кабината, като използва парашути. Аварийните люкове са разположени отляво на щурмана и отдясно на пилота. Достъпът до товарния отсек става чрез специален люк, разположен на левия борд на машината. Крилото е с дължина 4,88 м. Има V-образна форма и е направено от алуминиеви сплави. То намалява натоварването върху носещия винт, като създава допълнителна подемна сила. Използва се и за закрепване на въоръжението носено от машината.
Шасито е триопорно, неприбиращо се по време на полет. Главните опори са разположени отпред и са снабдени с амортисьор с увеличен ход. Третото колело е разположено в опашната част на машината. Разстоянието между него и главните колела е 11 м., а между главните – 2,29 м.
Носещият винт е петвитлов, с диаметър 17,2 м и с увеличена кривина, създаваща по-голяма подемна сила от този на Ми-24. Витлата са с правоъгълна форма, погледнати фронтално и имат хорда 0,67 м. Лонжероните са от стъкловлакна. В долната част на витлата е монтирана електрическа противообледенителна система. Втулката на носещия винт е изработена от титанови сплави и е снабдена с еластомерни шарнири с хидравлични демпфери за гасене на надлъжните колебания на витлата по време на полет. Скоростта на въртене на носещия винт е 242 об/мин, а тангенциалната скорост на краищата им е 216 м/с. Рулевият винт е четиривитлов, с диаметър 3,84 м. Има Х-образна форма с цел намаляването на нивото на шума и вибрациите. Виталата му са кръстосани по ъгъл 35 градуса, монтирани са на общ вал. Имат правоъгълна форма, погледнати отстрани, и имат хорда 0,24 м. Изпълнени са изцяло от стъклопластика.
Двата турбовални газотурбинни двигателя ТВ3-117ВМ са с мощност 2200 к.с. (1620 kW) и са със свободна турбина. Разположени са в от двете страни на фюзелажа в отделни гондоли. Управляват се от специална електрическа система. Спомагателния двигател е разположен над фюзелажа, непосредствено зад редуктора на носещия винт. Използва се за стартиране на главните двигатели посредством сгъстен въздух. Въздухозаборниците на двигателите са снабдени с прахозащитни устройства. Отстрани на двигателните гондоли са разположени специални сопла, през които част от въздуха, произведен от компресорите, обтича двигателите и се смесва с горещата струя произведена в тях, като по този начин се намалява ИЧ излъчване.
Горивната система се състои от резервоар за гориво с обща вместимост 1900 л. За полети на дълги дистанции могат да се мотнират допълнителни резервоара на подкрилните конзоли.
Системата за управление е хидравлична и дублирана. На по-късните модификации е заменена с електодистанционна.
Електрическата система работи с променлив ток с напрежение 208 V. Захранва се от два, свързани с главния редуктор, генератора.

## Въоръжение
Въоръжението на Ми-28 включва 30 мм оръдие 2А42 с голяма начална скорост на снаряда и скорострелност 900 изстр/мин. (по въздушни цели) и 300 изстр/мин. (по наземни цели). Боекомплектът се състои от 300 снаряда, разположени в два сандъка. Оръдейната установка е монтирана под фюзелажа и може да се завърта в хоризонталната плоскост на ± 100°, а във вертикалната плоскост от +30° до -40°. Свързано е синхронно с прицела и има същата подвижност като него. Оръдието се управлява от кабината на щурмана-оператор на въоръжението, а НУР и от двете кабини. В рамките на визуалната видимост, пилотът може да управлява ракетното въоръжение и оръдието, без да използва увеличаваща оптика, чрез нашлемна система за прицелване.
На четири пилоните под крилата могат да бъдат монтирани различни типове въоръжение:
- 16 бр. ПТУР „Щурм“ с радиокомандна система за управление или
- 16 бр. ПТУР „Атака-В“ с радиолкокационна система за управление или
- 16 бр. ПТУР „Вихрь“ с лазерна система за управление.
- 2 блока 57 мм НУР С-8 или
- 2 блока 80 мм НУР С-13 или
- 2 блока 130 мм НУР С-24.
- 2 контейнери с 30 мм гранатохвъргачки.
- 2 контейнери с 23 мм двуцевни оръдия ГШ-23
- бомби с калибър до 500 кг.
- контейнери със запалителна смес.
- универсални хеликоптерни резервоари.
- система за миниране от въздуха.

## Радиоелектронно оборудване
Хеликоптерът е снабден с модерно радиоелектронно оборудване, което включва прицелно-навиагционна система ПрПНК-28, комбинирана обзорно-прицелна система и система за радиопротиводействие „Витебск“.
- Комбинираната обзорно-прицелна система е с високо разрешаваща способност и ниво на автоматизацията. Монтирана на хидростабилизрана платформа и осигурява управлението на стрелбата на оръдието и противотанковите ракети. Осигурява подвижност ±110° по азимута и от +13° до -40° по ъгъл на място. Постъпващата информация се обработва от бордова ЕИМ и се визуализира от индикатор на предното стъкло на кабината. Пилотът използва нашлемен прицел, с чиято помощ може да управлява оръдието или да пренасочва обзорно-прицелната система.
При работата на системата денем се използват два оптически канала с широк и тесен зрителен обзор (съответно с 3-кратно и 13-кратно увеличение) и оптически телевизионен канал с тесен зрителен обзор. При работа нощем се използва телевизионен канал за ниско ниво на осветеност с 20-кратно увеличение.
В системата е включен лазерен далекомер-целеуказател, който се използва освен за внасяне на поправки в автоматичен режим на стрелба с оръдието и неуправляемите ракети (НУР) и за избор на оптимална траектория на противотанковите ракети (ПТР) преди пуск.
- Системата за радиопротиводействие „Витебск“ се състои от апаратура за подавяне на инфрачервени излъчвания и автомати за изстрелване на лъжливи цели. Автоматите са поставени в контейнери, монтирани в края на крилата.

## Модификации
- Ми-28A – базов вертолет.
- Ми-28Д – опростен вариант за водене на бой само през деня.
- Ми-28Н – модификация с монтирано ново радиоелектронно оборудване, специализиран за водене на бой през нощта.
- Ми-28НЕ – износна модификация за Северна Корея.
- Ми-28Л – предложен износен вариант за Ирак.
- Ми-40 – въоръжен транспортен вариант.